# بروك هوغن
بروك هوغن (بالإنجليزية: Brooke Hogan) (و. 1988  م) هي مغنية، وموسيقية، ومشهورة، وعارضة، وممثلة، ومصارعة محترفة أمريكية، ولدت في تامبا، فلوريدا.

## التعليم
تعلمت في Clearwater Central Catholic High School ‏ (حتى 2004).

## وصلات خارجية
- بروك هوغن على موقع IMDb (الإنجليزية)
- بروك هوغن على موقع ألو سيني (الفرنسية)
- بروك هوغن على موقع ميوزك برينز (الإنجليزية)
- بروك هوغن على موقع أول موفي (الإنجليزية)
- بروك هوغن على موقع إن إن دي بي (الإنجليزية)
- بروك هوغن على موقع ديسكوغز (الإنجليزية)
- بروك هوغن على موقع قاعدة بيانات الفيلم (الإنجليزية)
- بروك هوغن على موقع كينوبويسك (الروسية)